# Szkoła walijska
Szkoła walijska (ang. Aberystwyth School) – nurt teorii bezpieczeństwa i stosunków międzynarodowych reprezentowany przez Kena Bootha i Richarda Wyn Jonesa, opierający się na krytycznej tradycji Szkoły Frankfurckiej oraz Gramsciego. Traktuje bezpieczeństwo jako proces emancypacji ludzi spoza państwowego państwa, skupiając się na ochronie jednostek i społeczności przed opresją i ograniczeniem wolności wyboru.

## Historia i geneza
Nurt powstał na początku lat 90. XX wieku na tle krytyki realistycznych, państwocentrycznych studiów bezpieczeństwa. Booth i Wyn Jones, oraz ich studenci, stworzyli alternatywny model analiz bezpieczeństwa, określany też jako „utopijny realizm”.

## Filozofia
Inspiracją były idea emancypacji w tradycji krytycznej oraz tłumienie struktur społecznych i jednostkowych poprzez relacje władzy.
Bezpieczeństwo nie jest celem samym w sobie, lecz środkiem do emancypacji. Referentem bezpieczeństwa są jednostki i społeczności – zakres obejmuje militarne i niemilitarne zagrożenia (ubóstwo, opresję, brak edukacji). W ujęciu szkoły walijskiej bezpieczeństwo jest konceptem wtórnym – odzwierciedla przekonania o naturze polityki, konfliktu i tego, co wymaga ochrony.
Bezpieczeństwo postrzegane jest jako praktyka podejmowana przez wspólnoty i jednostki – stwarza przestrzeń, w której ludzie “praktykują” bezpieczeństwo, realizując swoje potrzeby bez strukturalnych ograniczeń.
Szkoła walijska oddziela się od szkoły kopenhaskiej – bardziej analityczna, koncentruje się na procesie sekurytyzacji. Różni się także od konstruktywizmu i poststrukturalizmu poprzez kładzenie mniejszego nacisku na tylko dyskurs, bardziej na normatywne cele emancypacji.
Krytycy wskazują, że zbyt normatywne podejście (utopijny realizm) utrudnia zastosowanie w praktyce, oraz że emancypacja nie wyjaśnia wpływu struktur kapitalistycznych.